# Eric Owen Moss
Eric Owen Moss (Los Ángeles, California, 1943-) es un arquitecto estadounidense. Dirige su propio estudio Eric Owen Moss Architects, fundado en 1973, afincado en Los Ángeles y que cuenta con unas 25 personas
A lo largo de su carrera Moss ha trabajado para revitalizar a once defunct industrial tract en Culver City, California.

## Biografía
Nacido en Los Ángeles en 1943, obtiene el Bachelor of Arts, por la Universidad de California, en 1965. Continúa con dos máster de arquitectura por las universidades de Berkeley, College of Environmental Design (en 1968) y por la Harvard, Graduate School of Design (en 1972).
En 1973 funda Eric Owen Moss Architects, y en 1974 pasa a ser Profesor de Diseño y Miembro del Board of Directors, en el Southern California Institute of Architecture (SCI-Arc). En 2002 se convierte en el director de ese mismo Instituto.
Eric Owen Moss es miembro del American Institute of Architects (AIA).

## Premios y galardones
- AIA/LA Gold Medal Award (2001)
- Arnold Brunner Memorial Prize, por la American Academy of Arts and Letters (2007)
- Premio Business Week/Architectural Record (2003), por el proyecto Stealth en Culver City, California.
- Distinguished Alumni Award, de la Universidad de Berkeley (2003)
- Numerosos reconocimiento por parte del American Institute of Architects[4]

## Obras seleccionadas
- The Box (1990-94), en Culver City, California.
- Stealth (1993-2001), en Culver City, California.
- The Umbrella (1996-1999), en Culver City, California.